# Maschener Kreuz
Węzeł autostradowy Maschener Kreuz (niem. Maschener Kreuz) – zespół dwóch węzłów autostradowych na skrzyżowaniu autostrad A1, A7 i A39 w okolicach Hamburga, w kraju związkowym Dolna Saksonia, w Niemczech.
Węzeł składa się z dwóch skrzyżowań autostradowych: zachodnie łączy A7 z A 39, które wpada łącznicami (widełki) w kierunku północno-zachodnim, wschodnie koncentruje autostrady A1 i A39 w formie pełnej koniczyny.

## Natężenie ruchu
Dziennie przez węzeł autostradowy Maschener przejeżdża blisko 165 tys. pojazdów.
| Z                       | Do                     | Średnie dzienne natężenie ruchu |
| ----------------------- | ---------------------- | ------------------------------- |
| AS Hamburg-Harburg (A1) | Maschener Kreuz (Ost)  | 99 100                          |
| Maschener Kreuz (Ost)   | Horster Dreieck (A1)   | 90 700                          |
| AS Fleestedt (A7)       | Maschener Kreuz (West) | 45 100                          |
| Maschener Kreuz (West)  | Horster Dreieck (A7)   | 28 500                          |
| Maschener Kreuz (West)  | Maschener Kreuz (Ost)  | 19 200                          |
| Maschener Kreuz (Ost)   | AS Maschen (A39)       | 45 400                          |